# Astrorhizinae
Astrorhizinae es una subfamilia de foraminíferos bentónicos de la familia Astrorhizidae, de la superfamilia Astrorhizoidea y del orden Astrorhizida. Su rango cronoestratigráfico abarca desde el Ordovícico medio hasta la Actualidad.

## Discusión
En clasificaciones más recientes, esta subfamilia es considerada exclusivamente en la categoría de familia (familia Astrorhizidae). Clasificaciones previas hubiesen incluido Astrorhizinae en el suborden Textulariina y/o orden Textulariida

## Clasificación
Astrorhizinae incluye a los siguientes géneros:
- Armorella
- Astrorhiza
- Astrorhizoides
- Clados
- Cylindrammina
- Cystingarhiza
- Globodendrina
- Pelosphaera
- Radicula

Otros géneros inicialmente asignados a Astrorhizinae de la familia Astrorhizidae y actualmente clasificados en otras familias son:
- Pelosina, ahora en la familia Pelosinidae
- Saccodendron, ahora en la familia Dendrophryidae

Otros géneros considerados en Astrorhizinae son:
- Arenistella, aceptado como Astrorhiza
- Astrodiscus, aceptado como Astrorhiza
- Astrorhizinella, aceptado como Astrorhiza
- Haeckelina, aceptado como Astrorhiza
- Rhaphidoscene, de posición taxonómica incierta